# 瀬尾光世
瀬尾 光世（せお みつよ、1911年（明治44年）9月26日 - 2010年（平成22年）8月24日）は、日本のアニメーション作家、絵本作家。本名、瀬尾徳一。兵庫県姫路市出身。日本初の長編アニメである『桃太郎の海鷲』および『桃太郎 海の神兵』の監督として知られる。

## 来歴
1930年、画家になることを志望して上京、見よう見まねで漫画映画を制作しそれを切っ掛けにプロキノで作品を発表するが特高に追われ、京都の「政岡映画美術研究所」に逃げ込み、主宰の政岡憲三に改めて師事する。1933年独立し、「日本マンガフィルム研究所」の専属として自身のアニメーションスタジオ「瀬尾発声漫画」を設立。製作した映画『お猿の三吉』（1933～36年）では戦地を舞台に愛らしいキャラクターが活躍することで人気となり、シリーズ化された。また、映画『のらくろ』シリーズ（1935～38年）などの演出や作画を手掛けた。
1937年に芸術映画社に移籍した後、アメリカのアニメ映画『白雪姫』が公開された（日本での映画館での一般公開は敗戦後である）。マルチプレーン・カメラを使った立体感のあるアニメに注目が集まると、瀬尾もマルチプレーン・カメラを模倣した多層式撮影台を駆使して『アリチャン』（1941年）などの演出、作画を担当。海軍省の委託により『桃太郎の海鷲』（1942年制作、1943年3月25日より公開）を制作した。
その後、芸術映画社を退社し、政岡の在籍する松竹動画研究所へ移籍。1944年に制作、1945年4月12日から公開された『桃太郎海の神兵』では、監督・脚本・演出を手掛けた。この時代の国産アニメとしては最も長い74分という長編の映画作品で、透過光などの特殊効果の技法も用いた。（当時まだ医学生であった手塚治虫は、空襲後の大阪松竹座で「桃太郎海の神兵」を観て、このような作品が日本で作れるようになったことに感激し、自分も将来必ずアニメーション作品を作ってみせると強く決意したといわれる。）
終戦後、空襲による消失で松竹動画研究所は解散、松竹大船撮影所の演出部へ移るも、これといった仕事がなく1947年、松竹を退社し、1948年1月に日本漫画映画社へ移籍する。この時期、山本早苗、政岡憲三らはすでに日本漫画映画社を退社し日本動画を設立していた。同年3月、アンデルセンの「裸の王様」を題材としたアニメ映画『王様のしっぽ』の製作を開始するも資金難により製作はたびたび中断する。翌年の1949年10月、当時としては破格の総制作費用600万円をかけた映画は完成したが、当時の東宝社長である米本卯吉に内容が左翼的であるとして問題視され、一般公開をすることなくお蔵入りとなった。
この作品の製作により日本漫画映画社は倒産。これを最後に、資金難、制作意欲の低下などの理由によりアニメ制作から身を引くこととなった。それ以後の活動は「瀬尾光男」や「瀬尾太郎」、「せお・たろう」のペンネームで絵本作家へ転向した。
2010年8月24日死去。

## 代表作品
- お猿の三吉、突撃隊 (1934年) 9分
- 元禄恋模様 三吉とおさよ (1934年) 8分
- のらくろ二等兵 (1935年) 11分
- のらくろ一等兵 (1935年) 10分
- いなばの国の兎さん(1935年) 7分
- 一寸法師ちび助物語 (1935年) 10分
- テク助物語（日の丸旗之助　山賊退治） (1938年) 10分
- あひる陸戦隊 (1940年) 13分 https://www.nicovideo.jp/watch/sm22244346
- テク助物語 四十匹の狼（改編版） (1940年) 10分
- アリチャン (1941年) 11分 https://www.nicovideo.jp/watch/sm22332014
- 桃太郎の海鷲（1942年）37分 https://www.nicovideo.jp/watch/sm22135844 、https://www.nicovideo.jp/watch/sm22135929
- 桃太郎 海の神兵（1945年4月12日） 74分

東京国立近代美術館フィルムセンター所蔵のフィルムによる